# Cosmophorus fusciceps
Cosmophorus fusciceps är en stekelart som beskrevs av Donald L.J. Quicke och Van Achterberg 2000. Cosmophorus fusciceps ingår i släktet Cosmophorus och familjen bracksteklar. Inga underarter finns listade i Catalogue of Life.